# 巴尔伯雷-圣叙尔皮斯
巴尔伯雷-圣叙尔皮斯（法語：Barberey-Saint-Sulpice，法語發音：[baʁbəʁɛ sɛ̃ sylpis]）是法国奥布省的一个市镇，位于该省中部略偏西，属于特鲁瓦区。

## 地理
巴尔伯雷-圣叙尔皮斯（48°20'16"N, 4°1'55"E）面积9.36 平方千米，位于法国大東部大區奥布省，该省份为法国中北部省份，北起马恩省，西接塞纳-马恩省，西南至约讷省，东南至科多尔省，东临上马恩省。
与巴尔伯雷-圣叙尔皮斯接壤的市镇（或旧市镇、城区）包括：拉沙佩勒圣吕克、蒙格、圣利耶、圣莫尔。

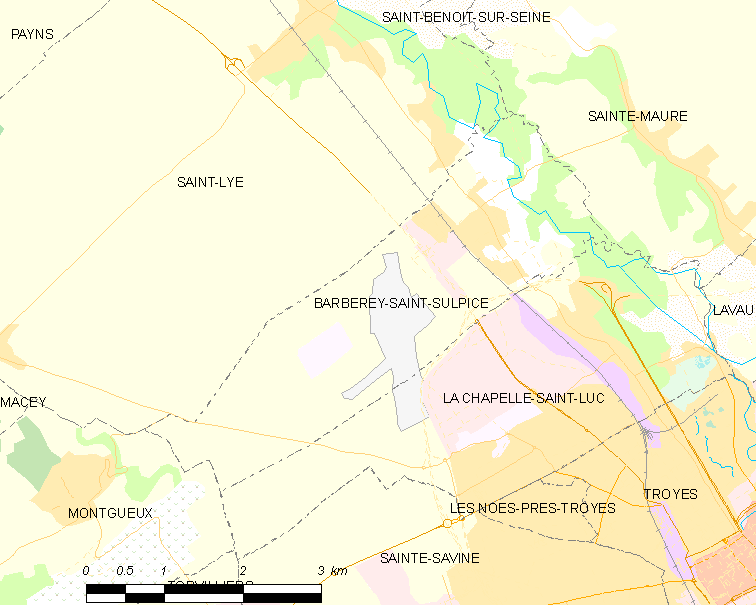
巴尔伯雷-圣叙尔皮斯的OSM定位图

巴尔伯雷-圣叙尔皮斯的时区为UTC+01:00、UTC+02:00（夏令时）。

## 行政
巴尔伯雷-圣叙尔皮斯的邮政编码为10600，INSEE市镇编码为10030。

## 政治
巴尔伯雷-圣叙尔皮斯所属的省级选区为圣利耶县。

## 人口

1962-2008年间巴尔伯雷-圣叙尔皮斯人口变化图示

巴尔伯雷-圣叙尔皮斯于2022年1月1日时的人口数量为1551人。